# Карлос Гонсалес Пенья
Карлос Гонсалес Пенья (ісп. Carlos González Peña, нар. 28 липня 1983, Саламанка) — іспанський футболіст, що грав на позиції захисника. По завершенні ігрової кар'єри — тренер. З 2022 року очолює тренерський штаб команди «Гоа».
Виступав, зокрема, за клуб «Реал Вальядолід», а також молодіжну збірну Іспанії.

## Клубна кар'єра
У дорослому футболі дебютував 2002 року виступами за команду «Барселона Б», в якій провів чотири сезони. 
Згодом з 2006 по 2010 рік грав у складі команд «Альбасете» та «Рекреатіво».
Своєю грою за останню команду привернув увагу представників тренерського штабу клубу «Реал Вальядолід», до складу якого приєднався 2010 року. Відіграв за вальядолідський клуб наступні п'ять сезонів своєї ігрової кар'єри. Більшість часу, проведеного у складі «Вальядоліда», був основним гравцем команди.
Протягом 2015—2018 років захищав кольори клубів «Реал Ов'єдо», «Хетафе» та «Лорка».
Завершив ігрову кар'єру у команді «Гоа», за яку виступав протягом 2018—2020 років.

## Виступи за збірні
У 2001 році дебютував у складі юнацької збірної Іспанії (U-19), загалом на юнацькому рівні взяв участь у 20 іграх.
Протягом 2004–2005 років залучався до складу молодіжної збірної Іспанії. На молодіжному рівні зіграв у 10 офіційних матчах.

## Кар'єра тренера
Розпочав тренерську кар'єру невдовзі по завершенні кар'єри гравця, 2022 року, очоливши тренерський штаб клубу «Гоа». Наразі досвід тренерської роботи обмежується цим клубом, в якому Карлос Гонсалес Пенья працює і досі.

## Статистика виступів

### Статистика клубних виступів
| Сезон             | Команда           | Чемпіонат         | Чемпіонат | Чемпіонат | Національний кубок | Національний кубок | Національний кубок | Континентальні кубки | Континентальні кубки | Континентальні кубки | Інші змагання | Інші змагання | Інші змагання | Усього | Усього |
| Сезон             | Команда           | Ліга              | Ігор      | Голів     | Ліга               | Ігор               | Голів              | Ліга                 | Ігор                 | Голів                | Ліга          | Ігор          | Голів         | Ігор   | Голів  |
| ----------------- | ----------------- | ----------------- | --------- | --------- | ------------------ | ------------------ | ------------------ | -------------------- | -------------------- | -------------------- | ------------- | ------------- | ------------- | ------ | ------ |
| 2017–18           | «Лорка»           | СД                | 35        | 0         | КІ                 | 1                  | 0                  | -                    | -                    | -                    | -             | -             | -             | 36     | 0      |
| 2018–19           | «Гоа»             | ЧІ                | 16+3      | 0         | СкІ                | 4                  | 0                  | -                    | -                    | -                    | -             | -             | -             | 23     | 0      |
| 2019–20           | «Гоа»             | ЧІ                | 18+2      | 2         | СкІ                | 0                  | 0                  | -                    | -                    | -                    | -             | -             | -             | 20     | 2      |
| Усього за «Гоа»   | Усього за «Гоа»   | Усього за «Гоа»   | 39        | 2         |                    | 5                  | 0                  |                      | -                    | -                    |               | -             | -             | 44     | 2      |
| Усього за кар'єру | Усього за кар'єру | Усього за кар'єру | 74        | 2         |                    | 5                  | 0                  |                      | -                    | -                    |               | -             | -             | 79     | 2      |